# أجاي ميهتا
أجاي ميهتا هو ممثل هندي (وحمل سابقاً جنسية الراج البريطاني)، ولد في 3 يوليو 1938 في الهند.

## أعمال

### أفلام
- (2015) كارثة

## وصلات خارجية
- أجاي ميهتا على موقع IMDb (الإنجليزية)
- أجاي ميهتا على موقع قاعدة بيانات الفيلم (الإنجليزية)